# Tan-Tans flygplats
Tan-Tans flygplats (arabiska: مطار طانطان الشاطئ الأبيض) är en flygplats vid staden Tan-Tan i Marocko. Den ligger i regionen Guelmim-Oued Noun, 700 km sydväst om huvudstaden Rabat. Tan-Tans flygplats ligger 199 meter över havet.